# 四日市祭
四日市祭（よっかいちまつり）は三重県四日市市で開催される、旧四日市地区の氏神諏訪神社の例祭である。10月の第一日曜日とその前日の土曜日に開催。「邌物」（ねりもの）と呼ばれる山車や行列などの奉納演技が行なわれる。戦前までは東海の三大祭に数えられたが昭和20年（1945年）の四日市空襲により「邌物」の殆どが焼失した。戦後いくつかの邌物は復活したものの、昭和49年（1974年）からは邌物や舞獅子などの奉納が途絶え祭式のみが行なわれた。平成9年（1997年）に奉納行事が再開。夏の市民イベントである「大四日市まつり」と区別のため、当初は「秋の四日市祭」と称したが平成14年（2002年）には諏訪神社の例祭が10月の第一日曜日となり、名称も平成23年（2011年）から「四日市祭」に統一された
大四日市まつり（だいよっかいち-）は四日市祭とは異なり、昭和39年（1964年）から始まる市民祭。毎年8月第一土日に開催。初日（土曜日）は「おどりの日」と題して市民参加の踊りなどを中心とする。二日目（日曜日）は「郷土の文化財と伝統芸能」と題して市内各地の祭礼行事を各年ごとのテーマに沿って紹介する構成。

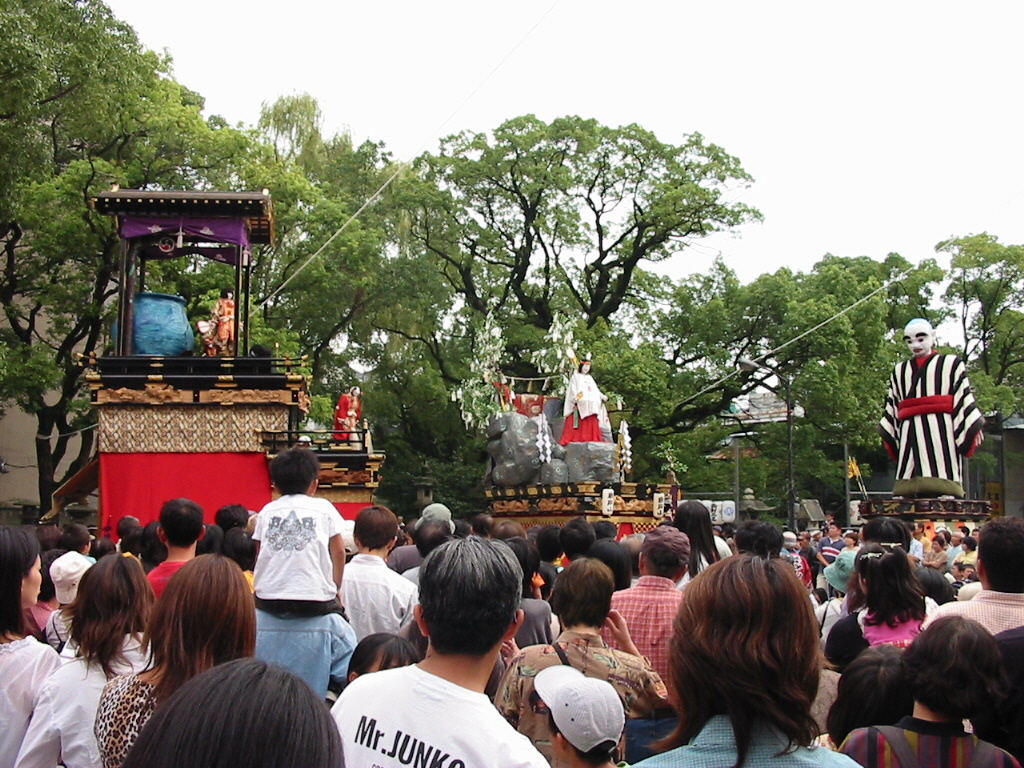
諏訪神社境内に練り込んだからくり山車（左から「甕破り」「岩戸山」「大入道」）

## 概要
神輿の渡御と舞獅子の奉納を皮切りに、7組の「邌物」（ねりもの）が奉納される。「邌物」とは、氏子の各町が、趣向を凝らして神前へ奉納する「風流」のことで、同じ形式の山車などを各氏子町が壮麗さを競い合うことはよくあるが、四日市祭では各町の形式すら異なり、近世の都市祭礼の形式をそのまま残していて面白い。
また、戦後に始まった御諏訪神輿、四日市諏訪太鼓の奉納も行なわれる。

## 歴史

### 四日市祭
- 諏訪神社の鎮座は社伝によれば建仁2年（1202年）とされているが、大正8年（1919年）発行の「三重県神社誌」および同13年の「神社明細帳」では、当時の生川鉄忠諏訪神社宮司は建仁2年説は根拠がないとし、「当社は応永年間（1394〜1427）、当地濱田城主田原美作守忠秀の勧請せし処」と記している。四日市開拓の歴史と照らし合わせても、室町時代（1470年頃）との見方が有力である。
- 祭礼がいつ始まったか、また由緒も詳らかではないが、最も古い記録は焼失した北町の大山車に延宝7年（1679年）という記載があったという。また、享保9年（1724年）には、大山車4輌といくつかの邌物があったことも当時の文書に記されている。
- これらの記録や、四日市（濱田村・旧四日市町）発展の歴史と四日市祭の関係などを考証すると、織豊末期から江戸初期にかけて成立したと考えることができる。
- 安永年間（1772〜1781）には各氏子町の邌物が出揃い、典型的な都市祭礼の風流が盛んな祭礼行事となった。
- 江戸時代までは7月25日〜27日に開催されていたが、明治時代の改暦で8月25日〜27日となり、その後疫病の影響などで明治中期には9月25日〜27日となる。
- 昭和20年（1945年）6月18日の四日市空襲で大山車や邌物のほとんどが焼失。戦後、いくつかの邌物が復活したり新造されたりしたが、昭和49年（1974年）の大水害で奉納行事が途絶えてしまった。

### 大四日市まつりの開始
- 昭和34年（1959年）に行政や商工組織が企画運営する市民祭「四日市港まつり」が始まり、同じ時期に小口大八が創始した信州の御諏訪太鼓を商店街の有志が学び「四日市諏訪太鼓」が始まる。
- 昭和39年（1964年）に「大四日市まつり」と名前を変え、市制記念日の8月1日から、四日市港開港記念日の8月4日までの4日間にわたって開催。盆踊りや提灯行列、各企業の装飾自動車の行列などが行なわれ、翌40年に郷土文化財行列（現在の「郷土の文化財と伝統芸能」）が始まる。

### 四日市祭の復活
- 平成9年（1997年）に奉納行事として四日市祭が復活。10月の第一日曜日とその前日に開催されるようになった。並行して行なわれている「大四日市まつり」との区別のため、「秋の四日市祭」と称した。
- 平成14年（2002年）に諏訪神社の例祭が10月の第一日曜日となり、名称も平成23年（2011年）から「四日市祭」に統一された。

## 奉納行事

### 大幟
祭礼の開催に先立ち、諏訪神社拝殿前、往還西端の西町、往還東端の濱町、東海道南端の南濱田に、それぞれの町の氏子が大幟を立て、祭礼区域の結界をあらわした。濱町は古くから諏訪神社の大幟立ても担当し、諏訪神社の社地である新田町、大山車を持ち東海道の北端であった北町を含めて、西町・北町・新田・濱田・濱町が古くから四日市祭において重要な役割を果たす町であったと考えられる。（戦後一時、新正町の国道1号沿いにも立てた）
- 濱町
- 西町
- 南濱田

大幟【浜町一区・幟保存会】
現在、大幟が立てられるのは諏訪神社拝殿前だけで、「奉納諏訪神社　濱町氏子中」と染ぬかれた一対の大幟を浜町氏子の指揮の元に、各邌物の組織が協力し、祭礼1週間前の日曜日の早朝に立てている。また、祭礼終了後は同じく浜町の指揮の下に、御諏訪神輿の有志が中心になって幟下しを行い祭礼が終了する。

### 神輿
祭礼の初日に、西町の町衆によって御神体を載せた神輿を御旅所（西町）まで渡御する。行列は先頭に神官、その後に猿田彦・大榊・幡・楽人、最後に仕丁に担がれた神輿が続く。2日目の夜に還御する。
- 西町

神輿【西町一区・二区自治会】
弘化2年（1845年）に製作されたと伝わる大型の神輿が、奇跡的に戦災を免れて昭和42年（1967年）に改修が行なわれ、現在に伝えられている。平成14年（2002年）の諏訪神社御鎮座800年祭では、祭礼日が2日間になっているために、初日に渡御を行いその日のうちに還御をした。それ以来途絶している。

### 大山車と舞獅子
各町の奉納演技に先立ち、拝殿で神事が執行され、その後4輌の大山車（新田・濱田（北濱田と南濱田が隔年に担当）・西町・北町）が社前に曳き揃えられ、花納めの神事を行なった後、各大山車から舞獅子が奉納される。大山車は3層構造の巨大な山車で、高さは各町の山車（小山）の2倍は優にあった（戦禍により大山車4輌は焼失し、以後は途絶）。
- 新田
- 濱田（北濱田／南濱田）
- 西町
- 北町

現在は、濱田大山車の舞獅子のうちの旧南濱田舞獅子である、「浜田舞獅子」（南濱田十中組）と「南浜田舞獅子」（南濱田橋南組）が花納めと舞の奉納を継承。花納めは桜の造花を前乗が神官に手渡し、神官は桜花を本殿の大床に捧げ奉り、その後、舞獅子の一行に御神酒が授与されるという儀式。獅子は一頭立ての二人舞、口取りに猿田彦がつく。箕田流の流れを汲み「段緒（だんち）」「起しの舞」「花の舞」「扇の舞」「末の舞」がある。また、大山車の巡行のときに奏でた「道行」「山の囃子」も伝わる。（北町は戦後すぐ、北濱田は昭和34年（1959年）頃、新田は昭和35年（1960年）、西町は昭和42年（1967年）以来途絶している。また、新正町も奉納をしていたが、これは大山車とは関係がなく、赤堀地区八坂神社の獅子舞だったもの。）
浜田舞獅子【浜田舞獅子保存会】
旧南濱田十中（じゅっちゅう）組の流れを汲む舞獅子。十中とは十七軒と中組のことで、現在の中浜田町を中心に浜田町・十七軒町・九の城町の一部を含む地域。鈴鹿から四日市に多く見られる箕田流の獅子舞であるが、都市祭礼である四日市祭のなかで見せる要素が洗練され、軽快で流麗な舞になっているのが特徴。また、太鼓は約二尺五寸径の宮太鼓を用いるのも特徴であり、これは大山車に吊り下げられていたことの名残である。
南浜田舞獅子【南浜田町（南浜田舞獅子保存会）】
旧南濱田橋南（はしみなみ）組の流れを汲む舞獅子。橋南とは現在の南浜田町のことで、「浜田舞獅子」と「南浜田舞獅子」は本来は同じ旧南濱田の舞獅子であったが、町堺の変更や住民の増加などから昭和23年（1948年）に「十中組」と「橋南組」に正式に別れ、それぞれが諏訪神社に奉納するようになった。祭の最後に町内の獅子宿で舞う「道化舞」は、獅子頭を神聖化する他の行事には見られない滑稽な舞で、都市祭礼の影響を受けたものとして貴重である。

### 邌物
神輿の還御、花納めと舞獅子の奉納が終わった後、各町の邌物（ねりもの）が神前に奉納される。戦前には、からくり人形山車「小山」14輌、豪華な船山車「鯨船」3輌、故事にちなんだ人形を屋台に乗せて行列する「釣り物」5組、仮装行列「人練り」4組、合計26の邌物があり、
- 濱田 （新田町・江田町・北濱田・南濱田）
- 四日市西町組 （西町・比丘尼町・久六町）
- 四日市北町組 （北町・川原町）
- 四日市南町組 （南町・上新町）
- 四日市竪町組 （竪町・魚町）
- 四日市中町組 （西中町・東中町・中新町・四ツ谷新町）
- 四日市濱町組 （濱町・下新町・北條町・新丁）
- 四日市納屋町組 （蔵町・北納屋町・中納屋町・桶之町・西袋町・東袋町・南納屋町）

の順に諏訪神社境内に練り込んだ。（各組内の町の練り込み順は、固定のところ・くじ引きで決めるところなどがあった。）
奉納後、東海道を南進し氏子域最南端の南濱田の幟前まで巡行。そこで装飾を変えて帰町。「帰り山車（かえりやま）」と称したが、昭和39年（1964年）に四日市祭の祭礼行事としては途絶えた。（帰り山車は、その後、大四日市まつりの企画として取り入れられたことがある。）

#### 昭和初期の邌物
小山14輌
- 「大入道」 （桶之町）
- 「菅公」 （新丁）
- 「甕破り」 （西中町）
- 「岩戸山」 （蔵町）
- 「倭姫命」 （西袋町）
- 「唐子遊び」 （中納屋町）
- 「湯立て神事」 （中新町）
- 「髪洗い」 （四ツ谷新町）
- 「唐子遊び」 （竪町）
- 「橋弁慶」 （下新町）
- 「八岐大蛇」 （南町）
- 「紅葉狩り」 （北町）
- 「天の岩戸」 （新田町）
- 「大黒天袋破り」 （江田町）

鯨船3輌
- 「明神丸」 （南納屋町）
- 「正一丸」 （東袋町）
- 「勢州組」 （北納屋町）

釣り物5組
- 「傘鉾・時代人形」 （濱町）
- 「謡曲人形」 （東中町）
- 「上代人形」 （上新町）
- 「武人人形」 （西町）
- 「和歌三神」 （北濱田）

人練り4組
- 「大名行列・下り駕籠」 （比丘尼町）
- 「大名行列・上り馬」 （久六町）
- 「富士の巻狩り」 （南濱田）
- 「魚づくし」 （北條町）

#### 現在の邌物
大入道【中納屋町】
地元の人々から「おにゅーどーさん」と親しまれている、四日市祭の代表的存在。日本一大きいからくり人形を載せた山車で、首を伸ばした高さは7.6mに及ぶ。文化2年（1805年）制作と伝えられ、からくりの主要部分は疎開で戦災を免れ、昭和26年（1951年）に山車が復興した。
鯨船（明神丸）【南納屋町】
金箔張りの彫刻と幕で飾られた船山車と張り子の鯨で捕鯨の様子を表す鯨船行事。安永年間（1772〜1781）の記録に見える。戦災により裸船は焼失したが、飾り物一式は疎開で戦災を免れ、昭和22年（1947年）再建された。同組の東袋町と北納屋町にも鯨船は存在したが、戦災で消失。しかし、明治末期〜大正年間に古くなった裸船や飾り物類を南納屋町は楠町（現市内）へ、東袋町は磯津町（現市内）へ、北納屋町は七つ屋町（現市内）へ譲り渡しており、現在もそれぞれの地域で鯨船行事が伝承されている。
富士の巻狩り【南浜田町】
四日市祭の古い形式をとどめる「人練り」のひとつ。安永年間（1772〜1781）の記録にも見え、江戸時代の画家・司馬江漢の日記の天明8年（1788年）に「富士の巻き狩りを見物す」と記されている。 ハリボテの大猪を煌びやかな衣装をつけた子ども武者（馬上の源頼朝、北条時政、曾我時致ら）が射止める仮装行列。戦災を免れる。
大名行列【元町一区（旧比丘尼町）】
東海道四日市宿で大名行列に加勢した人たちの技術を受け継ぎ、江戸の昔のままに奉納行事に取り入れた「人練り」。下りの行列をあらわし最後尾は駕籠がつく。戦前の道具類は菰野藩から拝領したものであったが、戦災で焼失し戦後復興。
菅公【新丁（新町・新々町・新町一区）】
文字書きのからくり人形山車。子どもが額に文字を書き、それを道真公に見せるとほめられ、子どもたちは喜び踊りだす。初代は明治初期に建造されたが、戦災で焼失。昭和27年（1952年）にからくり人形再建。七代目玉屋庄兵衛作。
岩戸山【本町通り】
天宇受賣命に化けていた狸が正体を現し、腹鼓を打ちながら睾丸が膨れだすというユニークなからくり人形山車。初代は幕末から明治にかけて作られたとされ、大入道と同じ人形師の作という。昭和61年（1986年）再建。天宇受賣命の頭は八代目玉屋庄兵衛作。
甕破り【四日市商店連合会】
水瓶に落ちた子どもを甕を割って救い出したという司馬温公の故事に因んだはなれからくり人形山車。初代は明治27年（1894年）に建造。平成2年（1990年）再建。からくり人形は八代目玉屋庄兵衛作。
四日市諏訪太鼓【四日市諏訪太鼓振興会・有志団体／各町の保存会／子ども会など】
四日市の商店会などが取り組む「七夕祭」などのイベントを盛り上げようと、商店街の有志が昭和35年（1960年）に、信州諏訪の小口大八に手ほどきを受けたのが始まり。その後、大四日市まつりや四日市祭にも参加するようになり、旧市街地を中心に広まった。四日市諏訪太鼓の起源とされる、信州諏訪大社の御分霊を四日市に勧請したときに道中で囃した神楽太鼓というのは、全国各地の創作和太鼓チームの由来に見られる創作話の類であり史実では無いが、すでに50年近い歴史を刻み、四日市の郷土芸能として定着し、有志で結成されたものや、企業、地区子ども会などを母体に、延べ構成人員1000名にも及ぶ多くのグループが活動している。
御諏訪神輿【御諏訪神輿保存会】
諏訪神社近くの商店街有志が、当初大四日市まつりの出し物として昭和57年（1982年）に大小の関西風神輿を製作。江戸神輿の所作を学び「御諏訪神輿」と名付け練る。平成9年（1997年）の四日市祭の奉納行事復活のおりにはその機運を作った。

## 文化財
- 大入道山車: 県指定有形民俗文化財
- 鯨船（明神丸）: 県指定有形民俗文化財、国指定記録作成等の措置を講ずべき無形の民俗文化財
- 富士の巻狩り: 市指定無形民俗文化財
- 大名行列: 市指定無形民俗文化財
- 浜田大山車の舞獅子（浜田舞獅子・南浜田舞獅子）: 市指定無形民俗文化財